# Trojpuk
Trojpuk (Deutzia) je rod rostlin, řazený do čeledi hortenziovité (Hydrangeaceae). Některé druhy jsou pěstovány jako okrasné keře.

## Popis
Jsou to vesměs nízké, 1–2 m vysoké keře s dutými větvičkami a páskovitě se odlupující kůrou. Listy jsou vstřícné, vejčitě kopinaté, pilovité. Květenstvím je lata. Zvonkovité květy bývají bílé nebo růžové, rozkvétají v červnu až v červenci.

## Použití
Pěstuje se jako okrasná dřevina solitérně nebo ve skupinách v parcích a podél cest. Preferuje úživné, přiměřeně vlhké půdy a slunná stanoviště. Vyžaduje průběžně zmlazování.

## Pěstované druhy
V ČR jsou často pěstovány tyto druhy:
- Trojpuk drsný (Deutzia scabra) – sadovnicky zajímavé kultivary s bílými a narůžovělými květy
- Trojpuk něžný (Deutzia gracilis) – květy bílé
- Trojpuk skvělý (Deutzia magnifica) – bílé květy